# Arapoti
Arapoti è un comune del Brasile nello Stato del Paraná, parte della mesoregione del Centro Oriental Paranaense e della microregione di Jaguariaíva.

## Storia

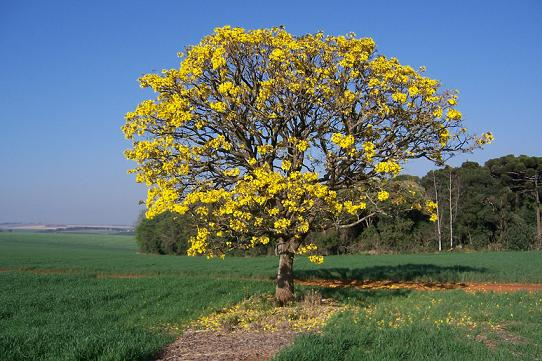
Campi fioriti tipici del paesaggio di Arapoti.

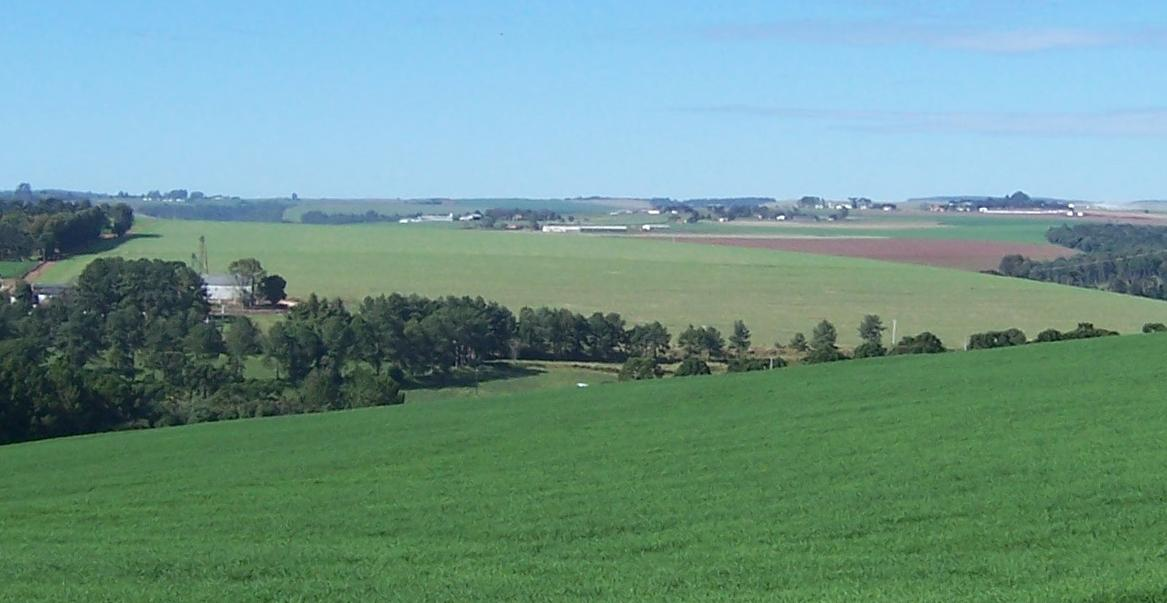
Campi di soia.

Il nome Arapoti significa "campo fiorito" e trae le sue origini nella storica Fazenda Jaguariaíva del colonnello Luciano Carneiro Lobo, i cui campi erano occupati da allevatori di bestiame, e funsero al ricovero delle truppe dal Sud. Come Distretto di Cerrado appartenente al comune di Jaguariaíva, iniziò a svilupparsi dal 1910, con l'installazione di una segheria e una cartiera della Southern Brazil Lumber & Colonization Companye, poi nel 1912 con l'arrivo della ferrovia del Paranapanema, che attraversando la fazenda Capão Bonito attirò nuove persone intorno alla stazione ferroviaria denominata "Cachoeirinha".
Vivendo i cicli economici della produzione di caffè su larga scala del Norte Pioneiro do Paraná, e il ciclo del legno, attirò dal 1916 immigrati di origine spagnola e polacca. Si emancipò come comune di Arapoti il 18 dicembre 1955.